# Clinistrip
El  Clinistrip, també conegut com a CLINISTIX o el nom de marca Diastix, són bastonets clínics específics per la detecció de glucosa, ja que consisteixen d'una secció que conté glucosa oxidasa que ha estat asecada sobre el coixinet de paper. Això és un exemple d'un prova per la glucosa basada en un biosensor. Això és similar a l'assaig de la glucosa oxidasa, ja que la glucosa en l'orina, una vegada que el bastonet ha estat sucat a l'orina, s'oxida i cedeix àcid glucònic i peròxid d'hidrogen. L'enzim peroxidasa és també present en el coixinet i utilitza el peròxid d'hidrogen produït per oxidar un tint de color que resulta en un canvi de color. La intensitat del canvi de color en el coixinet reflecteix la quantitat de glucosa present en l'orina.
Va ser inventat per Helen Free, i va revolucionar les proves per diagnosticar malalties i detectar l'embaràs al laboratori i a les cases.